# 戴里維爾 (密蘇里州)
戴里維爾（英語：Dairyville）是位於美國密蘇里州雷諾茲縣的鬼鎮。

## 地理
戴里維爾所處的海拔為高於海平面362米（即1188英呎），而該地所採用的時區為UTC-6，即北美中部時區（CST）。同時該地設有夏令時間，為UTC-6調快一小時，即UTC-5（CDT）。